# Mario Del Monaco

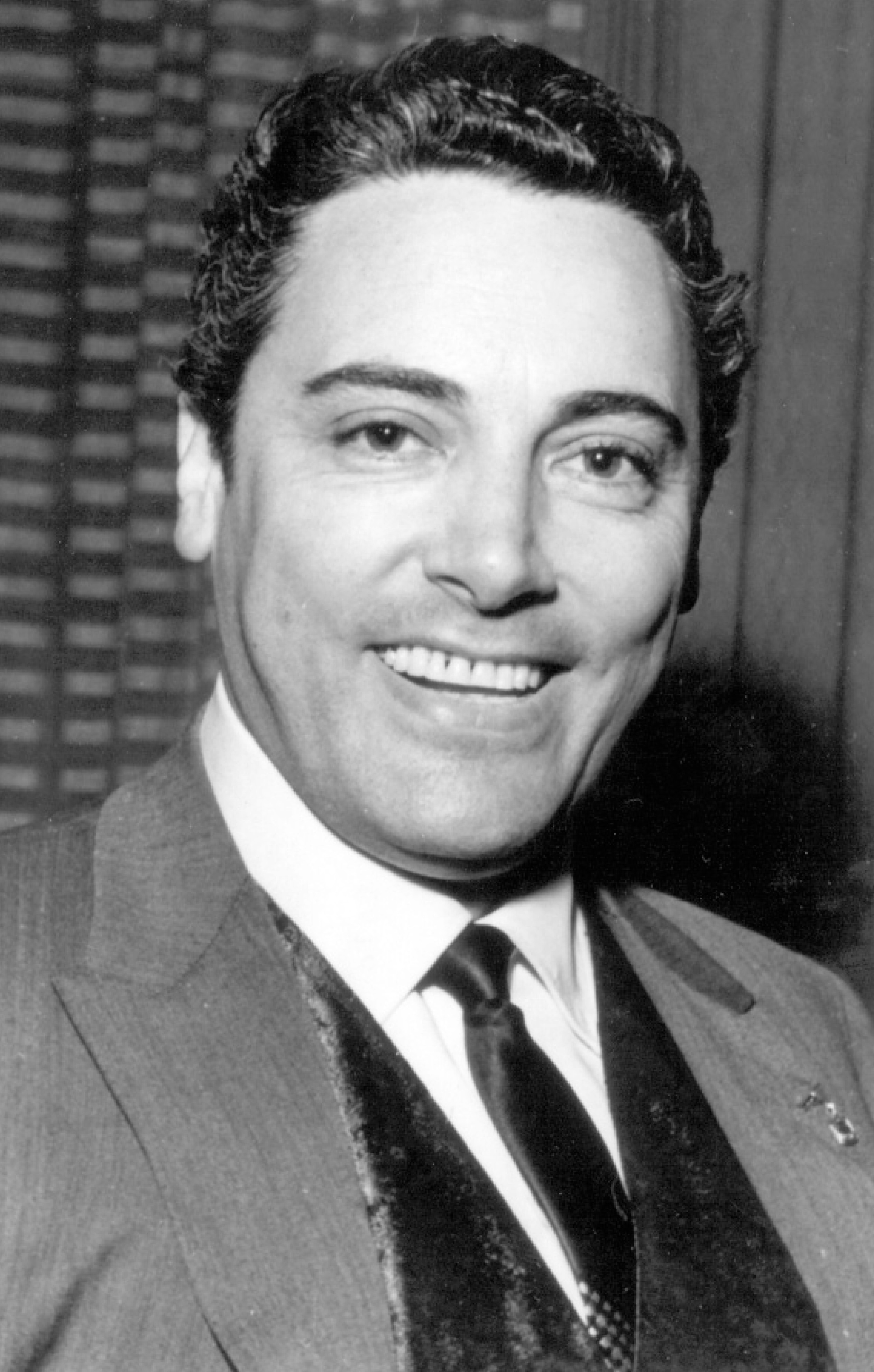
Mario Del Monaco

Mario Del Monaco (* 27. Juli 1915 in Florenz; † 16. Oktober 1982 in Venedig) war ein italienischer Opernsänger (Tenor).

## Leben
Mario Del Monaco stammte aus einer wohlhabenden Florentiner Familie und wuchs mit seinen zwei jüngeren Brüdern Marcello und Alberto auf. Sein Vater Ettore Del Monaco war Beamter bei der Stadtverwaltung und hatte zuvor auch als Musikkritiker gearbeitet; seine künstlerisch begabte Mutter Flora Giachetti verfügte über eine gute Stimme. Die Familie lebte wegen des Berufs des Vaters zeitweise in Cremona und in Tripolis, wo sein Vater als Kolonialkommissar tätig war, und ließ sich schließlich in Pesaro nieder.
Als Kind erhielt Mario Del Monaco ersten Gesangs- und Klavierunterricht sowie ab 1928 Geigenunterricht am Musikgymnasium in Pesaro. Zudem besuchte er die Kunstschule für Studien der Malerei und Bildhauerei, bevor er sich für die Laufbahn als Sänger entschied. Gesangsunterricht erhielt er zunächst unter anderem bei Attilio Barbieri. Anschließend folgten Studien bei Luisa Melzi-Palazzini sowie bei Arturo Melocchi am Conservatorio „Gioachino Rossini“ und an der Opernschule der Oper Rom. Nachdem seine Stimme durch falsche Repertoireauswahl seiner dortigen Lehrer erheblich beeinträchtigt worden war, verließ er Rom und setzte sein Studium bei Melocchi fort. Während des Zweiten Weltkrieges wurde Del Monaco zum Kriegsdienst eingezogen, erhielt aber für sporadische Auftritte Urlaub.
Del Monaco debütierte im März 1940 als Turiddu in Cavalleria rusticana mit einem Tournee-Ensemble am Theater von Cagli. Als sein offizielles Bühnendebüt gilt allerdings sein Auftritt als Pinkerton in Puccinis Madame Butterfly am Mailänder Teatro Puccini, worauf zahlreiche Engagements in Italien folgten. Unter anderem gastierte er als Cavaradossi in Tosca an der Seite von Maria Caniglia am Teatro Regio di Parma, dort wirkte er auch 1942 bei der Uraufführung der Oper Ariodante von Nino Rota mit. In Italien trat er an nahezu allen Stadttheatern und wichtigen Bühnen auf, darunter die Oper Rom und die Mailänder Scala. Sein Debüt an der Scala im Jahr 1945 in der Rolle des Pinkerton begründete seine internationale Karriere mit Gastspielen an bedeutenden Bühnen weltweit. An der Mailänder Scala trat er bis 1963 und an der Oper Rom bis 1972 regelmäßig auf.
Sein USA-Debüt hatte er 1950 als Radames in Aida an der San Francisco Opera. Im selben Jahr folgte sein Debüt als Des Grieux in Manon Lescaut an der New Yorker Metropolitan Opera, wo er als Ensemblemitglied bis 1959 über 140 Mal auftrat, auch im Rahmen von Gastspielen der Oper.
Am Teatro Colón in Buenos Aires gab Del Monaco 1950 seinen ersten Otello. Diese Rolle wurde zu einer seiner wichtigsten: er sang sie während seiner Laufbahn über 400 Mal. In den 1950er Jahren war er neben dem lyrischeren Giuseppe Di Stefano und später Franco Corelli einer der bekanntesten Tenöre und galt zusammen mit Renata Tebaldi als Opern-Traumpaar. Mit Tebaldi spielte er 14 Gesamtaufnahmen italienischer Opern ein. Er sang auch häufig mit Maria Callas, wobei von einigen dieser Aufführungen Live-Mitschnitte vorliegen.
Im Rahmen einer Tournee durch die Sowjetunion 1960 hatte er unter anderem am Moskauer Bolschoi-Theater große Erfolge. 1961 und 1962 gastierte er in Deutschland; 1966 war er an der Stuttgarter Staatsoper als Siegmund in der Walküre zu hören. In den 1960er Jahren verlor Del Monacos Stimme an Strahlkraft; 1962 wurde er zur Saisoneröffnung der Metropolitan Opera kurzfristig durch Franco Corelli ersetzt, worauf er sich von dieser Bühne zurückzog. 1963 musste er nach einem schweren Verkehrsunfall seine Karriere für ein Jahr unterbrechen. Der Unfall hatte eine Nieren-Erkrankung zur Folge, weshalb eine regelmäßige Dialyse erforderlich war.
Mit letzten Auftritten, zum Beispiel bei den Opernfestspielen in Torre del Lago als Luigi in Il Tabarro im Jahr 1974 und an der Wiener Staatsoper als Canio im Mai 1975 (dort war er  seit 1957 insgesamt zwölf Mal zu Gast: als Canio, Don José und Otello.), beendete er seine Karriere. Nach dem Rückzug von der Bühne beschäftigte er sich mit der Malerei und Bildhauerei und erteilte ab 1974 in Meisterkursen Gesangsunterricht.
Mario del Monaco starb 1982 im Alter von 67 Jahren in Folge seiner Nierenerkrankung und wurde auf eigenen Wunsch in seinem Otellokostüm auf dem Cimitero Centrale in Pesaro bestattet.

## Privates
1941 heiratete Del Monaco seine Studienkollegin, die Sopranistin Rina Fedora Filippini (1917–1991), die als Opernsängerin auch unter dem Künstlernamen „Fedora Solveni“ auftrat, bis sie ihre eigene Laufbahn als Sängerin zugunsten der Karriere ihres Mannes aufgab. Später wirkte sie als Gesangspädagogin. Aus der Ehe stammten zwei Söhne: die Regisseure Giancarlo und Claudio Del Monaco.

## Repertoire und Bedeutung
Während Del Monaco zu Beginn seiner Karriere noch Partien des lyrischeren Fachs wie Pinkerton, Alfredo oder Edgardo gesungen hatte, beschränkte er sich in seiner großen Zeit in den 1950er Jahren fast ausschließlich auf Heldentenor-Rollen wie Canio, Manrico und Ernani, vor allem aber Radames und Otello, den er über 400 Mal sang. In Wagner-Opern war er als Lohengrin (z. B. 1957 an der Mailänder Scala) sowie als Siegmund in der Walküre zu hören, als Siegmund 1966 an der Staatsoper Stuttgart.
Del Monaco, der wegen seines guten Aussehens auch in mehreren Filmen auftrat, verfügte über eine enorm ausladende Stimme mit metallischer Strahlkraft in der Höhe und einem fast baritonalen Klang in der Tiefe. Zu seiner Diskografie – es liegen auch zahlreiche Film- und Videoaufzeichnungen vor – zählen mehrere Opern-Gesamtaufnahmen. Besonders in späteren Jahren hatte er zudem große Plattenerfolge mit neapolitanischen Liedern.

### Opernrollen (Auswahl)
- Bellini: Pollione in Norma
- Berlioz: Énée in Les Troyens
- Boito: Dr. Faust in Mefistofele
- Bizet: Don José in Carmen
- Catalani: Hagenbach in La Wally
- Ciliea: Maurizio in Adriana Lecouvreur
- Donizetti: Edgardo in Lucia di Lammermoor
- Giordano: Titelrolle in Andrea Chénier
- Giordano: Graf Loris in Fedora
- Gomes: Pery in Il Guarany
- Leoncavallo: Canio in Pagliacci
- Mascagni: Turiddu Cavalleria rusticana
- Mascagni: Fritz Kobus in L’amico Fritz
- Ponchielli: Enzo Grimaldo in La Gioconda
- Puccini: Des Grieux in Manon Lescaut
- Puccini: Pinkerton in Madama Butterfly
- Puccini: Cavaradossi in Tosca
- Puccini: Rodolfo in La Bohème
- Puccini: Calàf in Turandot
- Puccini: Luigi in Il tabarro
- Puccini: Johnson in La fanciulla del West
- Rota: Titelrolle in Ariodante (Uraufführung)
- Saint-Saëns: Samson in Samson et Dalila
- Verdi: Titelrollen in Otello; Stiffelio und Ernani
- Verdi: Radames in Aida
- Verdi: Manrico in Il trovatore
- Verdi: Alfredo in La traviata
- Verdi: Riccardo in Un ballo in maschera
- Verdi: Don Alvaro in La forza del destino
- Wagner: Titelrolle in Lohengrin
- Wagner: Siegmund in Die Walküre
- Zandonai: Paolo Malatesta in Francesca da Rimini

## Denkmal

Denkmal in Treviso

In Treviso steht ein Denkmal, das ihn als Sänger zeigt. Es wurde zur Eröffnung des Privatunternehmens „Istituto Lirico Mario Del Monaco“ am 8. Oktober 2011 enthüllt. Dem Unternehmen, das unter anderem Kosmetika und Wein mit dem Namen „Mario Del Monaco“ bewarb, wurde 2015 der Gebrauch des Namens schadensersatzpflichtig untersagt.

## Publikationen
- Mario Del Monaco: La mia vita e i miei successi. Autobiografie. Rusconi, Mailand 1982.